# منتخب مدغشقر لاتحاد الرغبي
منتخب مدغشقر الوطني لاتحاد الرغبي (بالفرنسية: Équipe de Madagascar de rugby à XV)‏ هو ممثل مدغشقر الرسمي في المنافسات الدولية في اتحاد الرغبي .